# Bergner
Bergner ist ein deutscher Familienname.

## Varianten
- Berg, Bergen, Bergener, Berger, Bergk

## Namensträger
- Angelika Kuss-Bergner (* 1972), österreichische Politikerin (ÖVP), Abgeordnete zum Nationalrat
- Beatrice Bergner (* 1966), deutsche Schauspielerin
- Bruno Bergner (1923–1995), deutscher Maler und Gebrauchsgraphiker
- Christoph Bergner (* 1948), deutscher Politiker (CDU)
- David Bergner (* 1973), deutscher Fußballspieler und -trainer
- Dieter Bergner (1928–1984), deutscher Philosoph und Hochschulrektor
- Dietrich Bergner (* 1931), deutscher Werkstoffwissenschaftler und Hochschullehrer
- Dirk Bergner (* 1965), deutscher Politiker (FDP)
- Edith Bergner (1917–1998), deutsche Schriftstellerin und Kinderbuchautorin
- Edwin Bergner (1903–1980), deutscher Kommunal- und Landespolitiker (KPO/SED) und erster Direktor der Nationalen Mahn- und Gedenkstätte Buchenwald
- Elisabeth Bergner (1897–1986), österreichisch-britische Theater- und Filmschauspielerin
- Frieder W. Bergner (* 1954), deutscher Posaunenspieler
- Friedrich Wilhelm Bergner (1837–1907), deutscher Organist
- Gerhard Bergner (1927–2009), deutscher Fußballspieler
- Heinrich Bergner (1865–1918), evangelischer Pfarrer und deutscher Kunsthistoriker
- Heinz Bergner (Ökonom) (1924–2014), deutscher Ökonom
- Heinz Bergner (Anglist) (1936–2021), deutscher Sprachwissenschaftler
- Herbert Bergner (1907–1987), deutscher Journalist und Chefredakteur
- Hildegard Bergner (1925–2012), deutsche Modedesignerin, Illustratorin und Modegrafikerin
- Hinde Bergner (1870–um 1942), polnische Schriftstellerin
- Ignacio Bergner (* 1984), argentinischer Hockeyspieler
- Ingrid Bergner (* 1970), deutsche Juristin und Richterin am Bundessozialgericht
- Karl Gustav Bergner (1913–2008), deutscher Lebensmittelchemiker
- Karlfried Bergner (* 1960), deutscher Diplomat
- Karlhermann Bergner (1922–1996), deutscher Schriftsteller und Übersetzer
- Lena Meyer-Bergner (1906–1981), deutsche Textildesignerin
- Lo Bergner (1895–1971), deutsche Schriftstellerin, Drehbuchautorin und Schauspielerin
- Manfred Bergner (* 1926), deutscher Jurist
- Markus Werkle-Bergner (* 1976), deutscher Psychologe
- Meike Rensch-Bergner (* 1968), deutsche Autorin und Unternehmerin
- Nadine Bergner (* 1985), deutsche Informatikerin und Hochschullehrerin
- Paul Bergner (* 1939), deutscher Autor
- Paul Berger-Bergner (1904–1978), deutscher Maler
- Ralf Bergner (* 1950), deutscher Maler, Grafiker und Illustrator
- Tom Bergner (* 2000), deutscher Handballspieler
- Ute Bergner (* 1957), deutsche Politikerin (FDP, BfTh, fraktionslos)
- Werner Bergner (* 1937), deutscher Torwart
- Wilhelm Bergner sen. (1802–1883), deutschbaltischer Pianist, Oboist, Violinist, Komponist und Chordirigent
- Wilhelm Bergner (1835–1905), deutscher Industrieller
- Wilhelm Bergner jun. (1837–1907), deutschbaltischer Organist und Komponist
- Wulf H. Bergner (* 1939), deutscher Übersetzer und Herausgeber
- Yosl Bergner (1920–2017), israelischer Maler